# Comuna Sîceanske, Markivka
Sîceanske (în ucraineană Сичанське) este o comună în raionul Markivka, regiunea Luhansk, Ucraina, formată din satele Bondarne, Horodîșce, Karavan-Solodkîi, Kreideane, Lobasove, Sîceanske (reședința) și Vînohradne.

## Demografie
Componența lingvistică a comunei Sîceanske
     Ucraineană (92,99%)
     Rusă (6,29%)
Conform recensământului din 2001, majoritatea populației comunei Sîceanske era vorbitoare de ucraineană (92,99%), existând în minoritate și vorbitori de rusă (6,29%).